# هشت روز در هفته (فیلم)
هشت روز در هفته (به انگلیسی: Eight Days a Week) فیلمی محصول سال ۱۹۹۹ و به کارگردانی مایکل دیویس است. در این فیلم بازیگرانی همچون جاشوآ شفر، کری راسل، آر.دی. راب، مارک تیلور، جانی گرین، کاترین هیکس و باک کارتالیان ایفای نقش کرده‌اند.